# Sarsia lovenii
Sarsia lovenii är en nässeldjursart som först beskrevs av Michael Sars 1846.  Sarsia lovenii ingår i släktet Sarsia och familjen Corynidae. Inga underarter finns listade i Catalogue of Life.